# Schöneberg (Schwedt/Oder)
Schöneberg ist ein Ortsteil der Stadt Schwedt/Oder im Landkreis Uckermark in Brandenburg. Bis zum 1. Januar 2021 war der Ort eine eigenständige Gemeinde, die vom Amt Oder-Welse verwaltet wurde.

## Geografie
Schöneberg liegt im Südosten der Uckermark auf kuppigen Grundmoränenbereich bis zur Oder im Süden, die die Grenze zu Polen bildet. Der Ortsteil liegt im Nationalpark Unteres Odertal. Dazu gehören das Poldergebiet zwischen der Oder und der Hohensaaten-Friedrichsthaler Wasserstraße mit zahlreichen Oder-Altarmen sowie die Wälder und Hänge östlich und westlich von Schöneberg. Die Erhebungen Koppelberg und Gehegeberg / Burgwallberg fallen um ca. 40 m steil zum Urstromtal der Oder ab. Das Stadtzentrum von Schwedt und die Stadt Angermünde liegen ca. 10 km entfernt.
Zum Ortsteil Schöneberg gehören die Wohnplätze Alt-Galow, Neu-Galow und Stützkow.

## Geschichte
Die ältesten Siedlungsspuren stammen aus der Jungsteinzeit. Das Dorf Schöneberg wurde wahrscheinlich im 13. Jahrhundert angelegt. Von 1355 ist die älteste Erwähnung als slavica villa Schonemberge (slawisches Dorf Schonemberge ) erhalten. Es gehörte seit dieser Zeit zum Herzogtum Pommern. Im 15. Jahrhundert war der Ort wüst. Das Gebiet kam 1472 wieder zu Brandenburg.
1598 wurde ein Vorwerk gegründet, das später zum Rittergut ausgebaut wurde. 1823 wurde am angrenzenden Stolper Forst  eine Landesbaumschule gegründet. 1840 gab es im Rittergut Schöneberg 5 Wohnhäuser, 1931 16 Wohnhäuser. 1898 wurde Alt-Galow eingemeindet. Schöneberg war bis 1916 aktiv als Patenstadt am Wiederaufbau der kriegszerstörten Gemeinde Domnau (Ostpreußen) beteiligt.
1952 entstand die erste LPG in Schöneberg.
Das älteste Gebäude in Schöneberg, der Speicher, hat im Jahr 2005 anlässlich der 750-Jahr-Feier des Ortes eine Glocke vom Dorfgemeinschaftsverein Schöneberg erhalten, die 2006 an die Dorfgemeinde übergeben wurde.
Verwaltungsgeschichte
Stützkow und Schöneberg gehörten seit 1817 zum Kreis Angermünde in der preußischen Provinz Brandenburg und ab 1952 zum Kreis Angermünde im DDR-Bezirk Frankfurt (Oder). 1973 wurde Stützkow mit dem Ortsteil Neu-Galow in Schöneberg eingemeindet. Seit 1993 liegen die Orte im brandenburgischen Landkreis Uckermark. Am 31. Dezember 2001 schlossen sich die Orte Schöneberg, Felchow und Flemsdorf zu einer Gemeinde zusammen.
Am 1. Januar 2021 wurde die Gemeinde Schöneberg in die Stadt Schwedt/Oder eingemeindet.

## Bevölkerungsentwicklung
| Jahr | Einwohner |
| ---- | --------- |
| 1875 | 196       |
| 1890 | 197       |
| 1910 | 293       |
| 1925 | 293       |
| 1933 | 253       |
| 1939 | 256       |
| 1946 | 301       |
| 1950 | 288       |
| 1964 | 313       |
| 1971 | 336       |

| Jahr | Einwohner |
| ---- | --------- |
| 1964 | 313       |
| 1971 | 336       |
| 1981 | 311       |
| 1985 | 297       |
| 1989 | 278       |
| 1990 | 269       |
| 1991 | 265       |
| 1992 | 259       |
| 1993 | 258       |
| 1994 | 261       |

| Jahr | Einwohner |
| ---- | --------- |
| 1995 | 266       |
| 1996 | 283       |
| 1997 | 284       |
| 1998 | 306       |
| 1999 | 320       |
| 2000 | 333       |
| 2001 | 1.001     |
| 2002 | 995       |
| 2003 | 975       |
| 2004 | 940       |

| Jahr | Einwohner |
| ---- | --------- |
| 2005 | 924       |
| 2006 | 878       |
| 2007 | 860       |
| 2008 | 851       |
| 2009 | 844       |
| 2010 | 852       |
| 2011 | 853       |
| 2012 | 863       |
| 2013 | 876       |
| 2014 | 865       |

| Jahr | Einwohner |
| ---- | --------- |
| 2015 | 851       |
| 2016 | 840       |
| 2017 | 811       |
| 2018 | 810       |
| 2019 | 803       |

Gebietsstand des jeweiligen Jahres, Einwohnerzahl: Stand 31. Dezember (ab 1991), ab 2011 auf Basis des Zensus 2011, ab 1973 mit Stützkow, ab 2001 mit Felchow und Flemsdorf
Der Bevölkerungszuwachs im Jahr 2001 ist auf den Zusammenschluss mit zwei weiteren Gemeinden zurückzuführen.

## Politik

### Gemeindevertretung
Die Gemeindevertretung von Schöneberg bestand aus 10 Gemeindevertretern und dem ehrenamtlichen Bürgermeister. Die Kommunalwahl am 26. Mai 2019 ergab folgende Sitzverteilung:
| Partei / Wählergruppe              | Sitze |
| ---------------------------------- | ----- |
| Dorfgemeinschaftsverein Schöneberg | 3     |
| Dorfgemeinschaft Felchow           | 3     |
| Bürger für Flemsdorf               | 3     |
| Die Linke                          | 1     |

### Bürgermeister
- 1996–2016: Manfred Schroeder (Dorfgemeinschaft Felchow)[10]
- 2017–2020: Wilfried Schramm (Bürger für Flemsdorf)[11]

Schramm wurde in der Bürgermeisterwahl am 26. Mai 2019 mit 86,4 % der gültigen Stimmen für eine weitere Amtszeit von fünf Jahren gewählt.

## Sehenswürdigkeiten
In der Liste der Baudenkmale in Schwedt/Oder stehen die in der Denkmalliste des Landes Brandenburg eingetragenen Denkmäler.
- Ehemalige Schöneberger Kirche, ursprünglich rechteckige Feldsteinkirche aus dem 13. Jahrhundert. Die Ruine wurde 1729 zu einem Kornboden ausgebaut und wird heute einerseits als Trauerhalle für den angrenzenden Friedhof, andererseits als Heimatstube mit Ausstellung zur Dorfgeschichte genutzt.

## Verkehr
Schöneberg liegt an der Kreisstraße 7303, die im Nachbarort Felchow an die Landesstraße 284 angeschlossen ist.
Der nächste Bahnhof ist Angermünde in etwa 11 km Entfernung.